# Живојин Жика Петровић
Живојин Жика Петровић (Београд, 1969) српски је књижевник, публициста и предузетник. Оснивач је часописа о телекомуникацијама Мобилни магазин, као и образовне непрофитне телевизије Српска научна телевизија.

## Књижевни рад
- Нестварно, а стварно - приче из српске прошлости (Лагуна, 2019)[3]
- До виђења - документарни трилер о смрти најбогатије Београђанке (Лагуна, 2020)[4]
- Нестварно, а стварно 2 - приче из српске прошлости (Лагуна, 2021)
- Ратник сунца - роман о нуклеарном физичару Бранку Лаловићу (Лагуна, 2022)[5]
- Цукер Лаза - публистика о најбогатијем српском наследнику Михаилу Куртовићу (Лагуна, 2023)[6]